# 246 î.Hr.

## Decese
- dată necunoscută: Ptolemeu al II-lea Philadelphus  (n. 308 î.Hr.)
- dată necunoscută: Marcus Atilius Regulus  (n. 299 î.Hr.)